# Mohamed Farès
Mohamed Farès, né le 15 février 1996 à Aubervilliers en Seine-Saint-Denis, est un footballeur international algérien qui évolue au poste de latéral gauche à Panserraikos, en prêt de SS Lazio.

## Biographie

### Carrière en club

#### Débuts et formation
Mohamed Farès est né à Aubervilliers de parents algériens dont le père est originaire d'Oran et la mère de Mostaganem.
Il commence le football dans sa ville natale, Aubervilliers, puis après il rejoint Bordeaux en 2012. Après une année passé chez les Girondins, en 2013, il intègre les équipes de jeunes du Hellas Vérone où il termine sa formation. Formé au poste d'attaquant il s'est adapté au poste d'arrière latéral gauche.

#### Hellas Vérone (2013-2018)
Après un bref passage aux Girondins de Bordeaux, il signe au Hellas Vérone en 2013. Avec les équipes de jeunes, il remporte le tournoi Città di Arco, durant lequel il marque deux buts lors du match face à la Reggina. Le 10 mai 2014, il est appelé pour la première fois dans le groupe professionnel par l'entraîneur Andrea Mandorlini, pour le match à domicile contre l'Udinese (nul 2-2), mais n'entre pas en jeu.
L’année suivante, le 14 décembre 2014, il fait ses débuts en pro lors du match de Serie A face à l'Udinese (défaite 1-2),, remplaçant d'Alessandro Agostini à la 89e minute. En Février 2015, il est l'un des protagonistes de la deuxième place obtenue par la Primavera du Hellas Vérone au Tournoi de Viareggio, où il a marqué un but en demi-finale contre la Fiorentina (victoire 1-2).
Au début de la saison 2015-2016, il se fracture le péroné et doit rester immobile pendant plus de trois mois. Durant cette saison son entraîneur Luigi Delneri, le fait joué arrière gauche à quelques occasions, pour exploiter ces qualités de rapidité, et de centre pour assister ses coéquipiers en phase offensives. Le 20 février 2016, lors de la 26e journée, il délivre sa première passe décisive en Série A, en faveur de son coéquipier Giampaolo Pazzini, dans le derby de Vérone face au Chievo (victoire 3-1),. Au terme de la saison le club est relégué en Serie B. 
Lors de la saison 2016-2017, il découvre la Serie B. Son club termine second du championnat et remonte en Serie A la saison suivante.
En août 2017, il prolonge son contrat avec son club jusqu'en 2021. Lors de la saison 2017-2018, l'entraîneur Fabio Pecchia l'aligne aussi bien au poste d'arrière, ou d'ailier gauche. Joueur polyvalent il est capable d'évoluer dans tout le couloir gauche. Le 1er octobre 2017, lors de la 7e journée, il est élu homme du match face au Torino (nul 1-1),. Le 20 novembre, lors de la 13e journée de Serie A, il délivre une passe décisive en faveur de son coéquipier Alessio Cerci, face à Bologne (défaite 3-2),. Puis, le 29 novembre, dans le derby de Vérone contre le Chievo en Coupe d'Italie, il inscrit le but égalisateur, son premier but en pro. Score final (1-1), victoire aux tirs au but. Malgré la relégation du club en Serie B, le jeune latéral suscite l'intérêt de clubs tel que Bologne, Naples, la Juventus, et l'ACF Fiorentina. Après cinq saisons passé à Vérone, il quitte le club pour rejoindre la SPAL.

#### SPAL (2018-2020)
Le 18 juin 2018, il est prêté un an avec option d'achat obligatoire à la SPAL. La condition de rachat est étonnante puisque le club devra lever l'option d'achat dès le premier point remporté en championnat. Le montant du transfert est estimé à 4 millions d'euro. Il fait sa première apparition en tant que titulaire lors de la première journée de Série A contre le FC Bologne, le 19 août (victoire 0-1). Le 27 janvier 2019, lors de la 21e journée, il inscrit son premier but sous ses nouvelles couleurs face à Bologne (victoire 2-3),. Le 16 mars, lors de la 28e journée, il inscrit son second but de la saison face à l'AS Roma (victoire 2-3),. Puis, le 26 mai il clôt sa belle saison par un but contre le Milan AC (défaite 3-2), son troisième cette année. Il est l’auteur d’une saison convaincante, et surtout l'un des grands acteurs du maintien du club en Série A. Au terme de la saison la SPAL annonce avoir acheté définitivement son contrat.
L’année suivante, en août 2019, lors du match amical de pré-saison disputé face à Cesena, le latéral gauche algérien est victime d'une grave blessure au genou, rupture des ligaments croisés du genou gauche, qui l’a écarté longtemps des terrains et privé d’un transfert quasi-fait à l’Inter Milan. Le 20 août 2019, il adresse un message à ses fans sur les réseaux sociaux : « Opération réussie, prêt à travailler pour revenir plus fort qu'avant ». De retour de blessure en février 2020, il est le banc de touche pour la 25e journée de Serie A face à la Juventus, il entre à la 60e minute de la rencontre, à la place de Lucas Castro (défaite 1-2). Une semaine plus tard il est titularisé lors du déplacement sur la pelouse de Parme (victoire 0-1),. Malgré une saison tronqué par sa blessure, et la relégation du club en Serie B, il suscite l'intérêt de grand club italien tel que Naples, la Fiorentina, le Torinoet la Lazio de Rome.

#### Lazio Rome (depuis 2020)
Brillant avec la SPAL, malgré la relégation du club en Serie B. Le 1er octobre 2020, il signe un contrat de cinq ans avec la Lazio Rome. Le montant du transfert est de 8 millions d'euros. Il devient le deuxième joueur algérien à avoir porté les couleurs du club biancocelesti, après Mourad Meghni. Sur le banc de touche pour la troisième journée de Serie A face à l'Inter Milan, il entre à la 35e minute de la rencontre, à la place d'Adam Marušić (nul 1-1),. Pour son premier match en tant que titulaire face à Bologne (victoire 2-1), lors de la cinquième journée, il délivre une passe décisive en faveur de son coéquipier Ciro Immobile.
Le 20 octobre 2020, il découvre la Ligue des champions, il joue son premier match dans cette compétition lors de la première journée de la phase de groupes en tant que titulaire face aux Borussia Dortmund (victoire 3-1),. Durant cette rencontre il aura été le joueur de la Lazio ayant le plus couru sur le terrain avec 11km parcourus.

### Carrière internationale
Le 26 septembre 2017, il est convoqué pour la première fois en équipe d'Algérie par le sélectionneur national Lucas Alcaraz, pour un match des éliminatoires de la Coupe du monde 2018 contre le Cameroun,. Le 7 octobre 2017, il honore sa première sélection en tant que titulaire contre le Cameroun. Le match se solde par une défaite 2-0 des Algériens.
Le 30 mai 2019, il fait partie des 23 appelés par le sélectionneur national Djamel Belmadi pour la CAN 2019. En Égypte, au cours de la compétition, il joue deux matchs. Le 27 juin, lors de la victoire 1-0 contre le Sénégal grande favorite de cette CAN, il entre à la 80e minute de la rencontre, à la place de Ramy Bensebaini,. Puis, le 27 juin face à la Tanzanie, il est titularisé et s'impose facilement sur le score de 3-0,. Le 19 juillet en finale de la Coupe d'Afrique des nations 2019, l'Algérie rencontre de nouveau le Sénégal, s'impose sur le même score de 1-0 et remporte la Coupe d'Afrique des nations, la seconde de l'histoire de l’Algérie. Mohamed Farès est alors sacré champion du d'Afrique.

## Style de jeu
Mohamed Farès a un style de jeu offensif. Il est tout d'abord formé en tant qu'attaquant et ailier gauche. Joueur polyvalent il est capable d'évoluer dans tout le couloir gauche. À partir de la saison 2017-18 il est définitivement replacé au poste d'arrière latéral gauche au Hellas Vérone par Fabio Pecchia. Particulièrement portés vers l'avant, ses points forts sont sa vivacité, son jeu offensif, son pied gauche, sa polyvalence ou encore sa combativité. Arrière latéral résolument offensif, il possède notamment une capacité de centre remarquable, en plus d'avoir une vitesse et un profil physique lui permettant de faire aussi des efforts défensifs, malgré son placement haut sur le terrain. Il s'affirme surtout comme titulaire indiscutable au poste de piston, dans un système de jeu à trois défenseurs, que ce soit à la SPAL ou à la Lazio Rome,.

## Statistiques

### En club
| Saison                | Club                   | Championnat           | Championnat | Championnat | Championnat | Coupe(s) nationale(s) | Coupe(s) nationale(s) | Coupe(s) nationale(s) | Compétition(s) continentale(s) | Compétition(s) continentale(s) | Compétition(s) continentale(s) | Compétition(s) continentale(s) | Total | Total | Total |
| Saison                | Club                   | Division              | M.          | B.          | P.d.        | M.                    | B.                    | P.d.                  | Comp.                          | M.                             | B.                             | P.d.                           | M.    | B.    | P.d.  |
| 2014-2015             | Hellas Vérone          | Serie A               | 1           | 0           | 0           | 1                     | 0                     | 0                     | -                              | -                              | -                              | -                              | 2     | 0     | 0     |
| 2015-2016             | Hellas Vérone          | Serie A               | 11          | 0           | 1           | 1                     | 0                     | 0                     | -                              | -                              | -                              | -                              | 12    | 0     | 1     |
| 2016-2017             | Hellas Vérone          | Serie B               | 14          | 0           | 0           | 3                     | 0                     | 0                     | -                              | -                              | -                              | -                              | 17    | 0     | 0     |
| 2017-2018             | Hellas Vérone          | Serie A               | 30          | 0           | 1           | 3                     | 1                     | 0                     | -                              | -                              | -                              | -                              | 33    | 1     | 1     |
| Sous-total            | Sous-total             | Sous-total            | 56          | 0           | 2           | 8                     | 1                     | 0                     | -                              | -                              | -                              | -                              | 64    | 1     | 2     |
| 2018-2019             | SPAL (prêt)            | Serie A               | 35          | 3           | 1           | 1                     | 0                     | 0                     | -                              | -                              | -                              | -                              | 36    | 3     | 1     |
| 2019-2020             | SPAL                   | Serie A               | 8           | 0           | 0           | -                     | -                     | -                     | -                              | -                              | -                              | -                              | 8     | 0     | 0     |
| Sous-total            | Sous-total             | Sous-total            | 43          | 3           | 1           | 1                     | 0                     | 0                     | -                              | -                              | -                              | -                              | 44    | 3     | 1     |
| 2020-2021             | Lazio Rome             | Serie A               | 21          | 0           | 1           | 2                     | 0                     | 0                     | C1                             | 6                              | 0                              | 0                              | 29    | 0     | 1     |
| 2021-2022             | Genoa CFC (prêt)       | Serie A               | 9           | 2           | 1           | -                     | -                     | -                     | -                              | -                              | -                              | -                              | 9     | 2     | 1     |
| 2022                  | Torino FC (prêt)       | Serie A               | 0           | 0           | 0           | -                     | -                     | -                     | -                              | -                              | -                              | -                              | 0     | 0     | 0     |
| 2023-2024             | Brescia Calcio (prêt)  | Serie B               | 16          | 0           | 0           | -                     | -                     | -                     | -                              | -                              | -                              | -                              | 16    | 0     | 0     |
| 2024-2025             | Panserraikos FC (prêt) | Superleague           | 29          | 2           | 5           | 1                     | 0                     | 0                     | -                              | -                              | -                              | -                              | 30    | 2     | 5     |
| Total sur la carrière | Total sur la carrière  | Total sur la carrière | 174         | 7           | 10          | 12                    | 1                     | 0                     | -                              | 6                              | 0                              | 0                              | 192   | 8     | 10    |

### En sélection nationale
| Saison                | Sélection             | Phases finales        | Phases finales | Phases finales | Phases finales | Éliminatoires CDM | Éliminatoires CDM | Éliminatoires CDM | Éliminatoires CAN | Éliminatoires CAN | Éliminatoires CAN | Matchs amicaux | Matchs amicaux | Matchs amicaux | Total | Total | Total |
| Saison                | Sélection             | Compétition           | M              | B              | Pd             | M                 | B                 | Pd                | M                 | B                 | Pd                | M              | B              | Pd             | M     | B     | Pd    |
| --------------------- | --------------------- | --------------------- | -------------- | -------------- | -------------- | ----------------- | ----------------- | ----------------- | ----------------- | ----------------- | ----------------- | -------------- | -------------- | -------------- | ----- | ----- | ----- |
| 2017-2018             | Algérie               | -                     | -              | -              | -              | 1                 | 0                 | 0                 | -                 | -                 | -                 | -              | -              | -              | 1     | 0     | 0     |
| 2018-2019             | Algérie               | CAN 2019              | 2              | 0              | 0              | -                 | -                 | -                 | 4                 | 0                 | 0                 | 2              | 0              | 0              | 8     | 0     | 0     |
| 2020-2021             | Algérie               | -                     | -              | -              | -              | -                 | -                 | -                 | -                 | -                 | -                 | 1              | 0              | 0              | 1     | 0     | 0     |
| 2021-2022             | Algérie               | CAN 2021              | -              | -              | -              | 2                 | 0                 | 0                 | -                 | -                 | -                 | -              | -              | -              | 2     | 0     | 0     |
| Total sur la carrière | Total sur la carrière | Total sur la carrière | 2              | 0              | 0              | 3                 | 0                 | 0                 | 4                 | 0                 | 0                 | 3              | 0              | 0              | 12    | 0     | 0     |

### En équipe d'Algérie

#### Matchs internationaux
Le tableau suivant liste les rencontres de l'équipe d'Algérie dans lesquelles Mohamed Farès a été sélectionné depuis le 7 octobre 2017 jusqu'à présent.

## Palmarès

### En club
| Hellas Vérone                      |
| ---------------------------------- |
| - Serie B : - Vice-champion : 2017 |

### En sélection nationale
Avec la sélection algérienne, Mohamed Farès remporte la Coupe d'Afrique des nations de football 2019.
| Algérie (1)                                           |
| ----------------------------------------------------- |
| - Coupe d'Afrique des nations (1) - Vainqueur en 2019 |

## Décorations
- Achir de l'ordre du Mérite national d'Algérie.